# تشارلز هارود
تشارلز هارود هو محامي وقاضي وسياسي أمريكي، ولد في 14 مايو 1880 في بروكلين في الولايات المتحدة، وتوفي في 23 أكتوبر 1950 في هارريسون في الولايات المتحدة. نشط حزبياً في الحزب الجمهوري. وقد انتخب عضو جمعية ولاية نيويورك ‏ وانتخب حاكم جزر العذراء الأمريكية ‏ (1941 – 1945).